# Barbarismus
Barbarismus je slovo či slovní spojení přejaté z cizího jazyka, které není ještě do nového jazyka začleněno. Ponechává si tedy svoji původní podobu - výslovnost a tvar. Rozdíl mezi barbarismy a slovy přejatými je, že barbarismus se píše ve stejné podobě, jako v jazyce z něhož pochází, nelze ho skloňovat ani časovat, slova přejatá jsou už již do nového jazyka začleněna. Postupem času se barbarismus může stát slovem přejatým.
Barbarismus se užívá v publicistice, jazyku médií.

## Důvody užití
- Označení pro danou věc či jev v daném jazyce neexistuje nebo by byl výraz nepřesný. Cizí výraz přesněji vystihuje jev.
- K ozvláštnění textu (např. publicistika).

## Příklady
- Par excellence (fr.)